# Mormopterus acetabulosus
Mormopterus acetabulosus là một loài động vật có vú trong họ Dơi thò đuôi, bộ Dơi. Loài này được Hermann mô tả năm 1804.